# Vítonice u Znojma

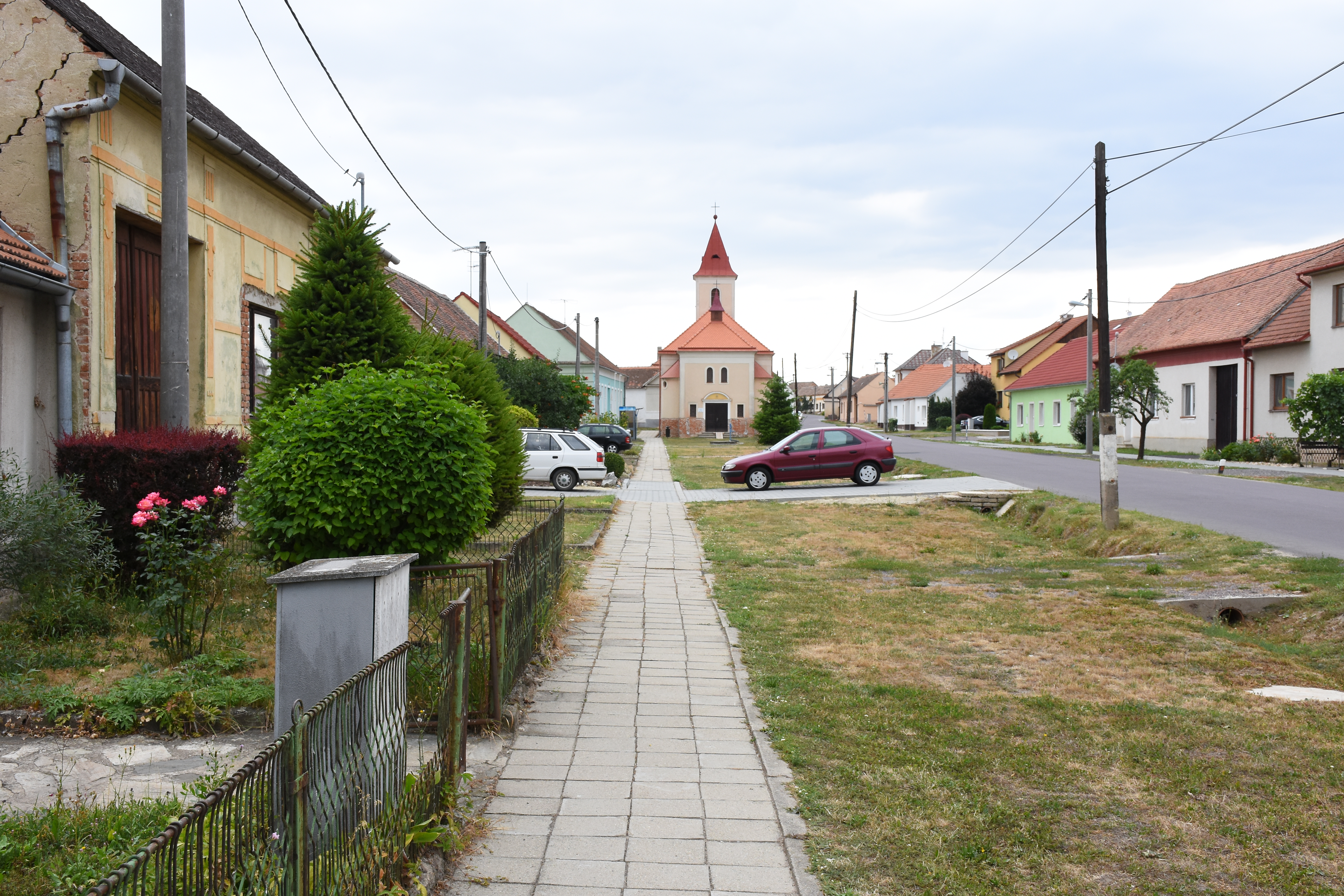
Dorfplatz mit Kapelle der Kreuzerhöhung

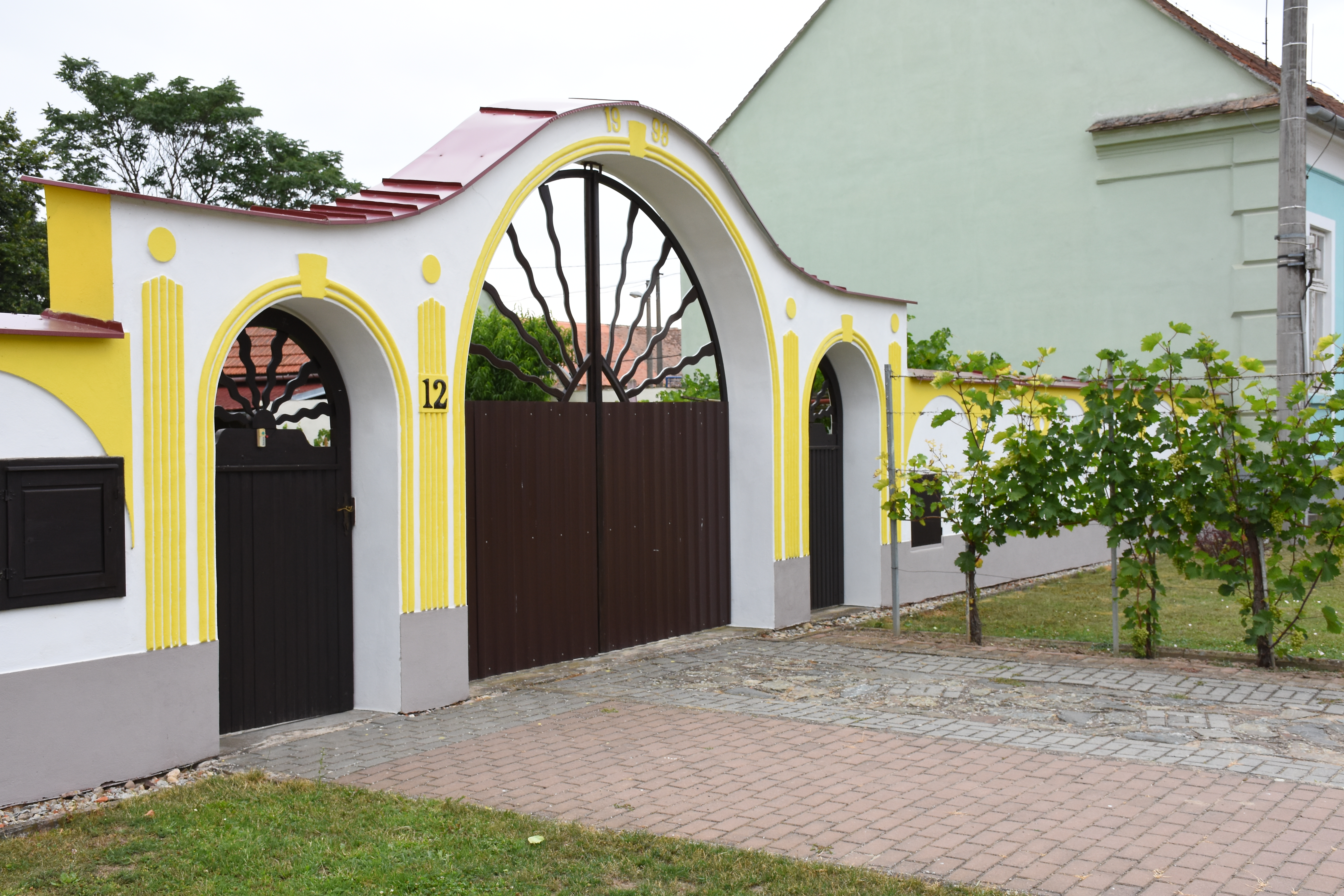
Hofeinfahrt des Gehöftes Nr. 12

Vítonice (deutsch Wainitz) ist eine Gemeinde in Tschechien. Sie liegt 13 Kilometer nordöstlich von Znojmo und gehört zum Okres Znojmo.

## Geographie
Das Straßendorf Vítonice befindet sich am Unterlauf des Baches Křepička in der Thaya-Schwarza-Talsenke. Gegen Süden bildet die Jevišovka eine breite Niederung. Nördlich erhebt sich der Horní Hájek (321 m n.m.), im Westen die Kamenná hora (278 m n.m.). Durch den Ort führt die Staatsstraße II/413 zwischen Znojmo und Hostěradice.
Nachbarorte sind Želetice, Morašice und Skalice im Norden, Chlupice, Hostěradice, Pemdorf und Václavov im Nordosten, Rybnický Mlýn, Karlov, Kašenec und Dolenice im Osten, Oleksovice im Südosten, Stošíkovice na Louce und Prosiměřice im Süden, Bohunice im Südwesten, Kyjovice, Loucký Mlýn und Tvořihráz im Westen sowie Žerotice und Domčice im Nordwesten.

## Geschichte
Die erste schriftliche Erwähnung von Weydnitz erfolgte am 30. November 1341, als Pertold von Leipa dem Ritter Ješek das Dorf sowie den Hof und ein Haus in Hostěradice überließ. Im Jahre 1367 besaß Agnes, die Schwiegermutter des Lyček von Šlapanice, ein Wittum in Wainitz. Während der Hussitenkriege verbreitete sich in dem Dorf der hussitische Glaube. Im Jahre 1519 wurde das Dorf als Witonicz bezeichnet. 1548 verkaufte Berchtold von Leipa das Gut Witonicz an Jindřich Březnický von Náchod, der es an sein Gut Želetice anschloss. Später vereinigten die Herren von Náchod das Gut Witonicz mit dem Gut Žerotice. Im Jahre 1612 veräußerte dessen Nachfahre Georg Graf von Náchod Žerotice mit Witonicz und anderem Zubehör an Zdenek Graf von Hoditz. Von diesem erwarb 1628 Georg Ehrenreich von Zinzendorf und Pottendorf das Gut Žerotice für 28.000 Gulden. Er veräußerte es am 24. Mai 1630 an Alois von Galdiran; ihm folgte sein Sohn Johann Peter Jakob von Galdiran, danach dessen Mutter Meta Klara, geborene von Strahlendorf und anschließend deren Bruder Wolfgang Leopold Freiherr von Strahlendorf. Nach dessen Tode verkaufte die Witwe Anna Katharina, geborene von Rostroschow, das Gut am 13. Oktober 1638 für ihre Kinder gegen 18.000 Rheinische Gulden an Johann Walderode von Eckhausen. Ab 1641 wurde der Ort Weidnitz genannt. Im Jahre 1643 verwüsteten schwedische Truppen das Dorf. Johann Walderode veräußerte das infolge des Dreißigjährigen Krieges verwüstete Gut Zerotitz wenig später an Arnold von Prailitt, dessen Witwe Anna Kunigunde, geborene von Thimo, das Gut an Kasimir von Blier verkaufte. Die wechselnden Besitzer waren nicht in der Lage, das Gut wieder in einen einträglichen Zustand zu sanieren. Am 20. Januar 1677 teilten sich dessen Söhne das Erbe, wobei das als ruiniert und oneriert bezeichnete Gut Zerotitz dem jüngeren Sohn Ferdinand Ernst zufiel. Dessen Sohn Max Ferdinand von Blier setzte am 11. April 1706 seine Mutter Martha, geborene Gräfin Braida als Erbin ein. Am 2. Juli 1711 verkauften deren Geschwister das Gut Zerotitz einschließlich des verwüsteten Dorfes Weignitz für 66.000 Rheinische Gulden an Franz Karl Berchtold, der es mit seinem Gut Selletitz vereinigte.
Im Jahre 1720 erbten die erstehelichen Söhne Franz Adam und Adam Ignaz von Berchtold gemeinschaftlich den väterlichen Besitz; dabei wurde das Dorf als Weinitz bezeichnet. Nach der Erbteilung vom 23. November 1722 übernahm der ältere der Brüder, Franz Adam von Berchtold, die Allodialherrschaft Selletitz mit den angeschlossenen Gütern Zerotitz und Domschitz. Er verstarb noch im selben Jahre und hinterließ die Herrschaft seinem minderjährigen Sohn Prosper. Ab 1751 wurde das Dorf Weydnitz genannt. Prosper von Berchtold verkaufte die Herrschaft Selletitz mit Zerotitz und Domschitz am 31. Dezember 1755 für 150.000 Rheinische Gulden an Maria Elisabeth verw. Gräfin von Waldorf. Durch Erbteilung vom 11. Juni 1761 übernahm ihr Sohn Ignaz die Herrschaften Selletitz und Sadek mit Roketnitz. 1796 setzte Ignaz Graf von Waldorf Franz Kajetan Graf von Chorinsky mit der Bedingung, dass die Güter im Falle seines Eintritts in den Malteserorden dessen Bruder Ignaz zufallen sollten, zu seinem Erben ein. 1809 wurde das Dorf von französischen Truppen geplündert. Im Jahre 1816 wurde eine Schule errichtet. 1828 brach in dem Dorf ein Großfeuer aus. Bei der Brechruhrepidemie von 1831/32 verstarben zahlreiche Einwohner. Am 27. März 1832 erbte Friedrich Graf von Chorinsky von seinem Vater Franz Kajetan die Herrschaften Selletitz (mit Zerotitz, Krepitz und Domschitz), Hostialkow und Wessely, die Andere Herrschaft Brumow sowie das Gut Sadek mit Roketnitz.
Im Jahre 1834 bestand das Dorf Wainitz bzw. Wytonice aus 57 Häusern mit 326 gemischtsprachigen Einwohnern. Im Ort gab es eine Schule. Pfarrort war Proßmeritz, der Amtsort Selletitz. 1845 wurden nach einem Wolkenbruch die unteren Teile des Dorfes überschwemmt. Im Jahr darauf brach erneut ein Großfeuer aus, das 16 Häuser zerstörte. Bis zur Mitte des 19. Jahrhunderts blieb Wainitz der Allodialherrschaft Selletitz untertänig.
Nach der Aufhebung der Patrimonialherrschaften bildete Wainitz / Vitonice ab 1849 eine Gemeinde im Gerichtsbezirk Znaim. Im Jahre 1863 verkaufte Viktor Graf von Chorinsky die Güter Zerotitz und Selletitz einschließlich Wainitz an Friedrich Kammel von Hardegger. Während des Deutschen Krieges wurde Wainitz im Jahre 1866 von preußischen Truppen geplündert, die auch die Cholera in das Dorf einschleppten. 1868 wurde die Gemeinde Teil des Bezirkes Znaim. 1880 hatte die Gemeinde 396 Einwohner, darunter 320 Tschechen und 72 Deutsche. Im Jahre 1889 wurde ein neues Schulhaus errichtet, der Unterricht erfolgte in deutscher Sprache. Ein Großteil der Bewohner arbeitete in der Zuckerfabrik Selletitz und auf dem dortigen Gut. 1910 lebten in den 77 Häusern von Wainitz 418 Personen, davon 378 Deutsche und 40 Tschechen. Nach dem Ersten Weltkrieg zerfiel der Vielvölkerstaat Österreich-Ungarn, die Gemeinde Wainitz wurde 1918 Teil der neu gebildeten Tschechoslowakischen Republik. 1924 erfolgte die Änderung des tschechischen Ortsnamens in Vítonice. Im Jahre 1927 wurde das Dorf elektrifiziert. 1930 bestand Wainitz aus 86 Häusern und hatte 422 Einwohner, darunter 308 Deutsche und 106 Tschechen. Im Jahre 1937 entstand die neue Kapelle auf dem Dorfplatz. Nach dem Münchner Abkommen wurde Wainitz 1938 dem Deutschen Reich zugeschlagen und gehörte bis 1945 zum Landkreis Znaim. Im Jahre 1939 erfolgte die Eingemeindung nach Proßmeritz. Nach dem Ende des Zweiten Weltkrieges kam Vítonice zur Tschechoslowakei zurück, die Eingemeindung wurde aufgehoben. Die deutsche Bevölkerung wurde vertrieben und das Dorf mit Tschechen wiederbesiedelt. Die Freiwillige Feuerwehr wurde 1947 gegründet. 1950 lebten in Vítonice 328 Personen, 1961 waren es 317. 1976 wurde Vítonice erneut nach Prosiměřice eingemeindet. Im selben Jahre wurde die Grundschule geschlossen und die Kinder nach Prosiměřice umgeschult. Vítonice löste sich 1990 von Prosiměřice und bildete wieder eine eigene Gemeinde. Seit 2001 führt die Gemeinde ein Wappen und Banner; die feierliche Weihe der Gemeindesymbole erfolgte zusammen mit der 660-Jahr-Feier der Ersterwähnung.

## Sehenswürdigkeiten
- Kapelle der Kreuzerhöhung, auf dem Dorfanger, erbaut 1937. Die große Kapelle wurde entsprechend dem Vermächtnis der im Jahr zuvor verstorbenen Einwohnerin Barbara Buchta errichtet, nach dem Wunsch der Stifterin sollte sie allerdings dem hl. Herzen Jesu geweiht werden.
- Weinkeller an der Straße nach Hostěradice
- Mühle mit Storchennest auf der Esse
- Nischenkapelle, östlich des Dorfes auf der Kuppe an der Straße nach Hostěradice, errichtet 1922
- Nischenkapelle der hl. Dreifaltigkeit, an der Straße nach Želetice. Sie wurde um 1831 errichtet und in den Jahren 2007–2008 saniert.
- Nischenkapelle des hl. Johannes von Nepomuk, an der Brücke über die Křepička im Ortszentrum. Die 1830 erbaute Kapelle wurde 1980 im Zuge der Brückenrekonstruktion abgerissen, lediglich die hölzerne Heiligenfigur konnte gerettet werden. Im Jahre 2013 wurde die Kapelle nach alten Fotografien wieder aufgebaut.
- Sieben Feldkreuze aus dem 19. bzw. Anfang des 20. Jahrhunderts
- Bildstock im Akazienwäldchen „Akáty“ nördlich des Dorfes, errichtet zu Beginn des 21. Jahrhunderts vom Ortschronisten Martin Smeták
- Gedenkstein für die Gefallenen des Ersten Weltkrieges, enthüllt 1922, er wurde in den 1990er Jahren rekonstruiert
- Denkmal der Roten Armee